# Balkanparelmoervlinder
De balkanparelmoervlinder (Boloria graeca) is een vlinder uit de familie Nymphalidae (Aurelia's), onderfamilie Heliconiinae. De wetenschappelijke naam is voor het eerst geldig gepubliceerd in 1870 door Otto Staudinger.
De soort komt voor in Europa.